# Bulbophyllum lineolatum
Bulbophyllum lineolatum är en orkidéart som beskrevs av Rudolf Schlechter. Bulbophyllum lineolatum ingår i släktet Bulbophyllum och familjen orkidéer. Inga underarter finns listade i Catalogue of Life.